# كانسينو بيولوجيكس
كانسينو بيولوجيكس هي شركة لقاحات صينية ، ويتم اختصارها عادةً بـ(CanSinoBIO) .

## التاريخ
عام 2009 قام كل من يو شيفنغ، وزو تاو، وتشو دونغشو وهيلين ماو ويوا بتأسيس شركة كانسينو بيولوجيكس في تيانجين، الصين
قدمت الشركة طلبًا ليتم إدراجها في بورصة هونج كونج  ، وذلك في يوليو عام 2018. وقد ظهرت لأول مرة مع زيادة بنسبة 59٪ لأول مرة في الثامن والعشرين من مارس عام 2019، ما يعتبر أعلى مكسب تجاري لليوم الأول في هونغ كونغ منذ عام 2017.

## اللقاحات
تمتلك الشركة ملفاً للقاحات قيد الدراسة، ما يتضمن Ad5-EBOV للحول دون الإيبولا وAd5-nCoV لفيروس كورونا كلاهما طوّرا بالتعاون مع معهد التكنولوجيا الحيوية التابع لأكاديمية العلوم الطبية العسكرية التابعة لجيش التحرير الشعبي .

## المستثمرون
تضمن مستثمروا كانسينو بيولوجيكس شركة ليلي آسيا فينتشرز، وشركة كايمنغ فينتشر بارتنيرز، و (SDIC) فاند مانيجمينت. وذلك مع حلول عام 2008

## روابط خارجية
- (بالإنجليزية) https://www.cansinotech.com
  - (بالصينية) https://www.cansinotech.com.cn